# Улица Малое Понизовье
Улица Малое Понизовье — улица в Новомосковском административном округе города Москвы на территории поселения Сосенское. Пролегает между безымянным проездом около станции метро «Филатов Луг» на юге и улицей Большое Понизовье на севере.

## Расположение
Улица целиком находится за пределами МКАД к югу от деревни Саларьево в ЖК «Саларьево Парк», около станции метро «Филатов Луг». Улица пролегает от безымянного дублёра Филатовского шоссе на юге на северо-восток до улицы Большое Понизовье.

## Происхождение названия
На территории нынешнего Западного Хованского кладбища в XVII—XX веках находилась пустошь Карповская. На территории, где впоследствии будет упоминаться Карповская, в 1594 году в межевых книгах Троице-Сергиевой лавры упоминается деревня Понизовье, которая была ранее за Проней Корякиным (пустошь Карповская также была известна как Коряжкино), а на момент упоминания принадлежавшая Андреевскому монастырю. Улица получила своё название 5 июля 2022 года. Инициативная группа «Московская топонимия» заявила, что название было предложено одним из членов инициативной группы.